# The Mass Extermination of Jews in German Occupied Poland
The Mass Extermination of Jews in German Occupied Poland (pol. „Masowa eksterminacja Żydów w okupowanej przez Niemców Polsce”) – broszura wydana przez Rząd Rzeczypospolitej Polskiej na uchodźstwie w dniu 10 grudnia 1942 adresowana do 26 rządów, które podpisały Deklarację Organizacji Narodów Zjednoczonych. Był to pierwszy oficjalny dokument informujący zachodnią opinię publiczną o Holokauście w okupowanej przez Niemców Polsce .

## Historia
Broszura zawierała raporty i dokumenty dotyczące Holokaustu w okupowanej Polsce. Najważniejszym z nich była nota Raczyńskiego autorstwa Edwarda Bernarda Raczyńskiego, ministra spraw zagranicznych Rządu Rzeczypospolitej Polskiej. Na podstawie wywiadu Armii Krajowej Raczyński omówił najpierw zbrodnie dokonywane przez Niemców na Żydach, a następnie zaapelował do alianckich rządów o pomoc oraz podjęcie działań w celu zapobieżenia im  .
Broszura zawierała także treść wspólnej deklaracji członków ONZ z 17 grudnia 1942 r. w sprawie protestu przeciw niemieckim zbrodniom, fragment oświadczenia wicepremiera Stanisława Mikołajczyka z 27 listopada 1942 poświęcona temu tematowi. Była to oficjalna nota dyplomatyczna polskiego rządu wysłana do ministrów spraw zagranicznych 26 rządów, które podpisały Deklarację Organizacji Narodów Zjednoczonych. Celem broszury było zwrócenie uwagi opinii światowej na ostateczne rozwiązanie i zniechęcenie Niemców do jego wykonania .